# Temporada 1976 de las Grandes Ligas de Béisbol
La Temporada 1976 de las Grandes Ligas de Béisbol comenzó el 9 de abril y finalizó cuando Cincinnati Reds derrotó en una barrida de 4 juegos a
New York Yankees en la Serie Mundial por segundo año consecutivo, logrando su 4.º título. Sería el último título de los Reds hasta que
Lou Piniella guiara al club en 1990, y la segunda vez que los Yankees fueron barridos en la historia de
la Serie Mundial. El único equipo que lo hizo antes fue Los Angeles Dodgers en 1963.
El Juego de las Estrellas fue disputado el 13 de julio en el Veterans Stadium y fue ganado por la
Liga Nacional con un marcador de 7-1
Fue la última temporada hasta 1993 en la que la Liga Americana y la Liga Nacional
tuvieron el mismo número de equipos.

## Premios y honores
- MVP
  - Thurman Munson, New York Yankees (AL)
  - Joe Morgan, CIN (NL)
- Premio Cy Young
  - Jim Palmer, Baltimore Orioles (AL)
  - Randy Jones, San Diego Padres (NL)
- Novato del año
  - Mark Fidrych, Detroit Tigers (AL)
  - Butch Metzger, San Diego Padres (NL)
  - Pat Zachry, Cincinnati Reds (NL)

## Temporada Regular
Liga Americana
| División Este     | División Este | División Este | División Este | División Este | División Este | División Este |
| Equipo            | V             | D             | CTE           | JD            | LOCAL         | VISITA        |
| ----------------- | ------------- | ------------- | ------------- | ------------- | ------------- | ------------- |
| New York Yankees  | 97            | 62            | 0.610         | —             | 45–35         | 52–27         |
| Baltimore Orioles | 88            | 74            | 0.543         | 10½           | 42–39         | 46–35         |
| Boston Red Sox    | 83            | 79            | 0.512         | 15½           | 46–35         | 37–44         |
| Cleveland Indians | 81            | 78            | 0.509         | 16            | 44–35         | 37–43         |
| Detroit Tigers    | 74            | 87            | 0.460         | 24            | 36–44         | 38–43         |
| Milwaukee Brewers | 66            | 95            | 0.410         | 32            | 36–45         | 30–50         |

| División Oeste     | División Oeste | División Oeste | División Oeste | División Oeste | División Oeste | División Oeste |
| Equipo             | V              | D              | CTE            | JD             | LOCAL          | VISITA         |
| ------------------ | -------------- | -------------- | -------------- | -------------- | -------------- | -------------- |
| Kansas City Royals | 90             | 72             | 0.556          | —              | 49–32          | 41–40          |
| Oakland Athletics  | 87             | 74             | 0.540          | 2½             | 51–30          | 36–44          |
| Minnesota Twins    | 85             | 77             | 0.525          | 5              | 44–37          | 41–40          |
| Texas Rangers      | 76             | 86             | 0.469          | 14             | 39–42          | 37–44          |
| California Angels  | 76             | 86             | 0.469          | 14             | 38–43          | 38–43          |
| Chicago White Sox  | 64             | 97             | 0.398          | 25½            | 35–45          | 29–52          |

Liga Nacional  
| División Este         | División Este | División Este | División Este | División Este | División Este | División Este |
| Equipo                | V             | D             | CTE           | JD            | LOCAL         | VISITA        |
| --------------------- | ------------- | ------------- | ------------- | ------------- | ------------- | ------------- |
| Philadelphia Phillies | 101           | 61            | 0.623         | —             | 53–28         | 48–33         |
| Pittsburgh Pirates    | 92            | 70            | 0.568         | 9             | 47–34         | 45–36         |
| New York Mets         | 86            | 76            | 0.531         | 15            | 45–37         | 41–39         |
| Chicago Cubs          | 75            | 87            | 0.463         | 26            | 42–39         | 33–48         |
| St. Louis Cardinals   | 72            | 90            | 0.444         | 29            | 37–44         | 35–46         |
| Montreal Expos        | 55            | 107           | 0.340         | 46            | 27–53         | 28–54         |

| División Oeste       | División Oeste | División Oeste | División Oeste | División Oeste | División Oeste | División Oeste |
| Equipo               | V              | D              | CTE            | JD             | LOCAL          | VISITA         |
| -------------------- | -------------- | -------------- | -------------- | -------------- | -------------- | -------------- |
| Cincinnati Reds      | 102            | 60             | 0.630          | —              | 49–32          | 53–28          |
| Los Angeles Dodgers  | 92             | 70             | 0.568          | 10             | 49–32          | 43–38          |
| Houston Astros       | 80             | 82             | 0.494          | 22             | 46–36          | 34–46          |
| San Francisco Giants | 74             | 88             | 0.457          | 28             | 40–41          | 34–47          |
| San Diego Padres     | 73             | 89             | 0.451          | 29             | 42–38          | 31–51          |
| Atlanta Braves       | 70             | 92             | 0.432          | 32             | 34–47          | 36–45          |

## Postemporada
|  | Campeonato de la Liga | Campeonato de la Liga | Campeonato de la Liga |   |    | Serie Mundial    | Serie Mundial | Serie Mundial |
|  |                       |                       |                       |   |    |                  |               |               |
|  | Este                  | New York Yankees      | 3                     |   |    |                  |               |               |
|  | Oeste                 | Kansas City Royals    | 2                     |   |    |                  |               |               |
|  |                       |                       |                       |   | AL | New York Yankees | 0             |               |
|  |                       | NL                    | Cincinnati Reds       | 4 |    |                  |               |               |
|  | Este                  | Philadelphia Phillies | 0                     |   |    |                  |               |               |
|  | Oeste                 | Cincinnati Reds       | 3                     |   |    |                  |               |               |

|                                       |
| Campeón Cincinnati Reds Cuarto Título |

## Líderes de la liga

### Liga Americana
Líderes de Bateo 
| Categoría           | Jugador       | Equipo | Marca |
| ------------------- | ------------- | ------ | ----- |
| Porcentaje de bateo | George Brett  | KCR    | .333  |
| Cuadrangulares      | Graig Nettles | NYY    | 32    |
| Carreras Impulsadas | Lee May       | BAL    | 109   |
| Carreras Anotadas   | Roy White     | NYY    | 104   |
| Hits                | George Brett  | KCR    | 215   |
| Robo de Bases       | Bill North    | OAK    | 75    |

Líderes de Pitcheo 
| Categoría         | Jugador      | Equipo | Marca |
| ----------------- | ------------ | ------ | ----- |
| Victorias         | Jim Palmer   | BAL    | 22    |
| Derrotas          | Nolan Ryan   | CAL    | 18    |
| ERA               | Mark Fidrych | DET    | 2.34  |
| Ponches           | Nolan Ryan   | CAL    | 327   |
| Entradas Lanzadas | Jim Palmer   | BAL    | 315   |
| Juegos salvados   | Sparky Lyle  | NYY    | 23    |

### Liga Nacional
Líderes de Bateo 
| Categoría           | Jugador       | Equipo | Marca |
| ------------------- | ------------- | ------ | ----- |
| Porcentaje de bateo | Bill Madlock  | CHC    | .339  |
| Cuadrangulares      | Mike Schmidt  | PHI    | 38    |
| Carreras Impulsadas | George Foster | CIN    | 121   |
| Carreras Anotadas   | Pete Rose     | CIN    | 130   |
| Hits                | Pete Rose     | CIN    | 215   |
| Robo de Bases       | Davey Lopes   | LAD    | 63    |

Líderes de Pitcheo 
| Categoría         | Jugador                   | Equipo  | Marca |
| ----------------- | ------------------------- | ------- | ----- |
| Victorias         | Randy Jones               | SDP     | 22    |
| Derrotas          | Dick Ruthven Steve Rogers | ATL MON | 17    |
| ERA               | John Denny                | STL     | 2.34  |
| Ponches           | Tom Seaver                | NYM     | 262   |
| Entradas Lanzadas | Randy Jones               | SDP     | 315.1 |
| Juegos salvados   | Rawly Eastwick            | CIN     | 26    |